# آنا ایلچوک
آنا ایلچوک (لهستانی: Anna Ilczuk؛ زادهٔ ۲۱ اوت ۱۹۸۱) بازیگر اهل لهستان است. وی در سال ۲۰۱۱ برندۀ نشان افتخار «شایستگی برای فرهنگ لهستان» شد.
از فیلم‌ها یا برنامه‌های تلویزیونی که وی در آن نقش داشته‌است، می‌توان به از روی عشق، یخ‌ژاله، هنرمندان، جهان به روایت خانواده کیپسکی، قانون حقیقی، ۸۰ میلیون، عشق اول، رز کوچک و اتاق خودکشی اشاره کرد.